# Simone Mortier
Simone Mortier (* 14. Februar 1964 in Würzburg) ist eine ehemalige deutsche Duathletin und Triathletin. Heute ist sie als Ärztin tätig.

## Werdegang
Als 13-Jährige begann Simone Mortier mit Kunstturnen und nahm erfolgreich an Wettkämpfen teil.
Im Alter von 18 Jahren musste sie das Turnen wegen Knieproblemen beenden und sie hielt sich als Austauschschülerin für ein Jahr in Kanada auf. Dort lernte sie Triathlon kennen und sie wurde in den 1980er Jahren zu den Wegbereitern dieser „neuen“ Sportart in Deutschland.
1988 wurde sie gleich zweimal Deutsche Triathlon-Meisterin, auf der Kurz- und Mitteldistanz.

### Europameisterin Triathlon Kurzdistanz 1989
1989 wurde Simone Mortier Europameisterin auf der Kurzdistanz.
1991 und 1993 wurde sie Deutsche Duathlon-Meisterin.
2009 startete sie als Amateurin bei der Triathlon-Europameisterschaft und konnte in den Niederlanden die Altersklasse 45–49 gewinnen.
Simone Mortier beendete ihr Medizinstudium in Singen und Schaffhausen, nachdem sie mit ihrem Mann  Schaffhausen gezogen war, wo die dreifache Mutter über 20 Jahre lebt. Seit 2012 wohnt die Familie in Inzell in Bayern.
Auch ihre Tochter Caroline Mortier (* 1996) ist als Triathletin aktiv und sie wurde 2014 Deutsche Meisterin auf der Duathlon-Sprintdistanz.

## Sportliche Erfolge
| Datum/Jahr    | Rang | Wettbewerb                                               | Austragungsort | Zeit     | Bemerkung |
| ------------- | ---- | -------------------------------------------------------- | -------------- | -------- | --- |
| 28. Juli 2013 | 1    | Deutsche Triathlon-Meisterschaft der Ärzte und Apotheker | Niedernberg    | 02:58:43 | |
| 2009          |      | ETU Triathlon European Championships                     | Holten         | 02:26:25 | 1. Rang in der Kategorie Frauen 45–49 über die olympische Distanz (1,5 km Schwimmen, 40 km Radfahren und 10 km Laufen) |
| 22. Juli 2000 | 8    | Allgäu Triathlon                                         | Immenstadt     | 05:33:50 | Deutsche Meisterschaft Mitteldistanz                                                                                   |
| 14. Juli 1996 | 2    | Deutsche Triathlon-Meisterschaft der Ärzte und Apotheker | Hückeswagen    | 02:09:25 | |
| 22. Juli 1995 | 1    | Deutsche Triathlon-Meisterschaft der Ärzte und Apotheker | Bad Endorf     | 02:12:01 | |
| 1994          | 3    | ETU Middle Distance Triathlon European Championships     | Novo Mesto     |          | Dritte bei der Europameisterschaft auf der Mitteldistanz (2,5 km Schwimmen, 80 km Radfahren und 20 km Laufen)          |
| 1994          | 1    | Kitzbühel-Triathlon                                      | Kitzbühel      |          | |
| 1993          | 1    | Kitzbühel-Triathlon                                      | Kitzbühel      |          | |
| 1993          | 2    | ETU Triathlon European Championships                     | Echternach     |          | |
| 8. Sep. 1991  | 2    | ETU Triathlon European Championships                     | Genf           |          | |
| 1991          | 1    | Uster Triathlon                                          | Uster          |          | Kurzdistanz |
| 1990          | 2    | ETU Triathlon European Championships                     | Linz           |          | |
| 1990          | 1    | DTU Deutsche Meisterschaft Triathlon Mitteldistanz       | Kulmbach       |          | dritter Titel auf der Mitteldistanz                                                                                    |
| 4. Aug. 1990  | 1    | DTU Deutsche Meisterschaft Triathlon Kurzdistanz         | Berlin         |          | Deutsche Triathlon-Meisterin Kurzdistanz                                                                               |
| 1989          | 1    | ETU Triathlon European Championships                     | Cascais        |          | Europameisterin Triathlon                                                                                              |
| 1989          | 1    | DTU Deutsche Meisterschaft Triathlon Mitteldistanz       | Deutschland    |          | |
| 1989          | 1    | Ironman Europe                                           | Roth           | 04:31:04 | Siegerin auf verkürztem Kurs (2,5 km Schwimmen, 93 km Radfahren und 22 km Laufen)                                      |
| 1988          | 1    | DTU Deutsche Meisterschaft Triathlon Mitteldistanz       | Ettlingen      |          | |
| 13. Aug. 1988 | 1    | DTU Deutsche Meisterschaft Triathlon Kurzdistanz         | Gerolstein     |          | Deutsche Meisterin Triathlon-Kurzdistanz                                                                               |

| Datum | Rang | Wettbewerb     | Austragungsort | Zeit     | Bemerkung                                                               |
| ----- | ---- | -------------- | -------------- | -------- | ----------------------------------------------------------------------- |
| 2002  | 6    | XTerra Germany | Titisee        | 02:59:15 | Cross-Triathlon (1,5 km Schwimmen, 35 km Mountainbike und 11 km Laufen) |

| Datum/Jahr    | Rang | Wettbewerb                                      | Austragungsort | Zeit | Bemerkung                                                                                                  |
| ------------- | ---- | ----------------------------------------------- | -------------- | ---- | --- |
| 1993          | 1    | DTU Deutsche Meisterschaft Duathlon Kurzdistanz | Suhl           |      | Deutsche Duathlon-Meisterin auf der Kurzdistanz (10 km erster Lauf, 40 km Radfahren und 5 km zweiter Lauf) |
| 2. Mai 1992   | 2    | ETU European Duathlon Championship              | Madrid         |      | Vizeeuropameisterin Duathlon                                                                               |
| 1991          | 1    | DTU Deutsche Meisterschaft Duathlon Kurzdistanz | Königslutter   |      | Deutsche Duathlon-Meisterin auf der Kurzdistanz (10 km erster Lauf, 40 km Radfahren und 5 km zweiter Lauf) |
| 30. Sep. 1990 | 3    | Powerman Zofingen                               | Zofingen       |      | Duathlon-WM                                                                                                |